# Die Ould Zeine
Die Ould Zeine (Tidjikja, 24 de junio de 1966) es un político mauritano, Ministro de Petróleo y Energía.
Diplomado en la Escuela de Administración y en Finanzas en París y en la Escuela Nacional de Administración de Nuakchot, ha sido director general del Patrimonio del Estado y comisario de cuentas en diversas empresas públicas. Desde el 31 de agosto de 2008 es ministro de Petróleo y Energía, en sustitución de Baba Ahmed Ould Sidi Mohamed, en el gobierno bajo control militar surgido tras el golpe de Estado de ese mismo año, con Mulay Uld Mohamed Laghdaf como primer ministro.